# العلاج بالإقصاء التام لطيف التوحد التعبيري
تعد مقاربة الإقصاء التام لطيف التوحد التعبيري (يشيع الاختصار CEASE بالإنجليزية) علاجًا مزيفًا تمامًا كالعلاج الذي يستخدمه المعالجون بالطبيعة (خصوصًا المعالجين بالطب التجانسي) لعلاج التوحد وكلاهما غير مدعوم بالأدلة العلمية، يتضمن العلاج تناول مجموعة من المكملات الغذائية وجرعات عالية من فيتامين ج وتجنب نوعيات معينة من الأطعمة، والعلاج التجانسي.
طُوِّر العلاج من قبل الدكتور الألماني تينوس سميتس الذي يدعي النجاح في علاج أكثر من ثلاث مائة طفل مصاب بالتوحد، بعد التحقيق في عدة شكاوى وادعاءات سُلِّط الضوء عليه في عامي2017/2018 نتيجة الإجراءات الرقابية التي اتخذتها السلطات الرسمية في هولندا والولايات المتحدة وكندا.
نص سميتس في كتابه (أمل المصابين بالتوحد- العلاج بالإقصاء التام) (بالإنجليزية: Autism Beyond Despair - CEASE Therapy) أنه لا يجب إعطاء أي لقاحات للأطفال المصابين بالتوحد.

## الإجراءات الرقابية
كشفت مؤسسة فوانين الإعلانات الألمانية في أكتوبر 2017 أن موقع مقاربة الإقصاء التام قد اخترق اللوائح والمبادئ التوجيهية الخاصة بالإعلانات.  وفي إبريل 2018  وضعت مصلحة المبادئ والمعايير الاحترافية (بالإنجليزية:PSA ) بعض التحفظات على مجتمع الطب التجانسي نتيجة للقلق بشأن المقاربات التي يتبعها المروجون لمقاربة الإقصاء التام، وطلبت من أعضاء مجتمع الطب التجانسي توضيح المقاربات التي يتبعونها لضمان سلامة الأطفال، تلى ذلك إصدار المجتمع التجانسي بيانًا يُمنعُ فيه أي ترويج على أساس إعطاء عقارات أو أدوية.
وتلا ذلك عدة صدامات مع المؤسسات الرقابية كإدارة الغذاء والدواء الأمريكية (FDA) فالإدارة لاتمنع بوضوح مقاربة الإقصاء التام لكنها قد أجابت على تساؤل عن المقاربة بالتحذير من تناول أي عقار موصوف من قبل العلاج التجانسي معللة بأنه لن يفيد في أي من الحالة الطبية الخطرة أو المهددة لحياة.